# زئيف إلكين
زئيف إلكين ((بالعبرية: זאב אלקין‏)، مواليد 3 أبريل 1971) هو سياسي إسرائيلي وعضو في الكنيست عن حزب ليكود. في مارس 2013 أصبح نائباً لوزير الخارجية الإسرائيلي.
ولد في خاركيف في الاتحاد السوفيتي (اليوم أوكرانيا). هاجر إلى فلسطين في ديسمبر عام 1990.